# Aqua-Line Baia di Tokyo
La Aqua-Line Baia di Tokyo o Tokyo Wan Aqua-Line (東京湾アクアライン?, Tōkyō-wan Akuarain) è la combinazione di un ponte ed una galleria sulla baia di Tokyo in Giappone. La galleria, che con una lunghezza di 9,5 km rappresenta il più lungo tunnel stradale subalveo del mondo, è seguita da un ponte della lunghezza di 4,4 km.
La transizione tra ponte e galleria avviene sull'isola artificiale di Umi hotaru (海ほたる, lucciola di mare). Su Umi hotaru sono presenti numerosi ristoranti, negozi e punti panoramici. La ventilazione della galleria avviene attraverso una caratteristica torre chiamata Kaze no to (風の塔), ubicata sull'isola e visibile da lontano. Sfrutta i venti quasi costanti della baia quale fonte energetica per produrre l'energia necessaria alla ventilazione.
Nella galleria a due canne, 60 metri sotto la superficie dell'acqua, scorre la strada nazionale 409 con due corsie per direzione. L'opera collega la zona industriale Kawasaki situata a sud di Tokyo nella prefettura di Kanagawa con Kisarazu nella prefettura di Chiba sulla penisola di Bōsō.
Con la costruzione dell'Aqua-Line Baia di Tokyo il tempo di percorrenza tra queste due importanti regioni industriali si è ridotto a 15 minuti e la distanza a 15,4 km. Prima il tragitto raggiungeva i 100 km, perché bisognava percorrere l'intera baia di Tokyo transitando anche per il centro della città di Tokyo. Anche un viaggio con il traghetto durava un'ora. Dalla conclusione del progetto, il traffico di alcune strade di Tokyo è diminuito.
La progettazione iniziò nel 1966, i lavori di costruzione iniziarono nel 1989 e si conclusero nel maggio 1997. L'opera venne aperta al traffico il 18 dicembre 1997. I costi del progetto ammontarono a circa 10 miliardi di euro.
Le aspettative che furono poste all'Aqua-Line non furono soddisfatte completamente. I veicoli che utilizzano questo tracciato sono molti meno del previsto, soprattutto a causa dei pedaggi elevati. Ciò è sintomatico per decenni di politica governativa giapponese che si è contraddistinta con spese enormi per la promozione di enormi progetti infrastrutturali. In questo modo, proprio nella regione di Tokyo, vennero costruite numerose gallerie, ponti e autostrade che vengono gestiti e mantenuti da aziende governative semiprivate e sono quindi soggetti a pedaggio. Questi gestori sono dei cartelli complessi formati da precedenti funzionari del governo, che per mancanza di concorrenza possono richiedere pedaggi esagerati.
A inizio 2006 il pedaggio ammonta a 3 700 yen (circa 23 euro).